# Jürgen Dube
Jürgen Dube (* 6. Mai 1940 in Krumpa; † 18. Januar 2025 in Naumburg) war ein deutscher Politiker (CDU). Er war von 1992 bis 1994 Landrat des Landkreises Naumburg.

## Leben
Dube studierte Landwirtschaft an der Friedrich-Schiller-Universität Jena und an der Martin-Luther-Universität Halle-Wittenberg. Nach seiner Diplomarbeit arbeitete er ab 1967 als wissenschaftlicher Aspirant in der Abteilung Produktionsforschung am Institut für Obstbau in Dresden, wo er 1972 promovierte. Zwischen 1972 und 1990 forschte Dube am Institut für Züchtungsforschung in der Abteilung Gemüsezüchtung in Naumburg. Von Juli 1994 bis Mai 2005 war er Verbandsgeschäftsführer des Zweckverbandes Abfallwirtschaft Sachsen-Anhalt Süd.
Dube war verheiratet. Er verstarb in der Nacht zum 18. Januar 2025.

## Politik
Dube war seit der politischen Wende in der Kommunalpolitik aktiv. Von 1990 bis 1992 war er erst Beigeordneter, dann Dezernent und zum Schluss Leiter des Umweltamtes des Landkreises Naumburg. Am 31. Juli 1992 wählte ihn der Kreistag zum Landrat des Landkreises Naumburg. Durch die Kreisgebietsreform 1994 und der verbundenen Auflösung des Landkreises schied Dube von Amts wegen aus diesem Amt aus. 2004 zog er für die CDU in den Kreistag des damaligen Burgendlandkreises ein, dem er auch über die Kreisgebietsreform 2007 hinaus im neuen Burgenlandkreis bis 2019 angehörte.